# Tipula (Savtshenkia) caligo
Tipula (Savtshenkia) caligo is een tweevleugelige uit de familie langpootmuggen (Tipulidae). De soort komt voor in het Afrotropisch gebied.